# Peridrome subquadrata
Peridrome subquadrata är en fjärilsart som beskrevs av Herrich-Schäffer 1854. Peridrome subquadrata ingår i släktet Peridrome och familjen nattflyn. Inga underarter finns listade i Catalogue of Life.